# Лібохова
Лібохова (алб. Libohova, Libohovë) — місто на півдні Албанії в області Гірокастра. Населення 3 062 (2011).

## Географія
Місто розташоване на горі Бурето.

## Історія
Місто виникло навколо фортеці, заснованої у XVII столітті могутнім родом Лібохова. Аж до комуністичної епохи беї Лібохова грали важливе значення в політичному житті Південної Албанії.